# سلمان هزازی
سلمان هزازی (عربی: سلمان هزازي؛ زادهٔ ۱ ژانویهٔ ۱۹۹۲) یک ورزشکار اهل عربستان سعودی است.
از باشگاه‌هایی که در آن بازی کرده‌است می‌توان به باشگاه فوتبال القادسیه عربستان سعودی و باشگاه فوتبال الرائد عربستان سعودی اشاره کرد.